# Rheiderland
Rheiderland este o arie protejată (arie de protecție specială avifaunistică — SPA) din Germania întinsă pe o suprafață de 8.685 ha, integral pe uscat.

## Localizare
Centrul sitului Rheiderland este situat la coordonatele 53°16′04″N 7°19′04″E / 53.2678°N 7.3178°E.

## Înființare
Situl Rheiderland a fost declarat arie de protecție specială avifaunistică în iunie 2001 pentru a proteja 44 de specii de animale.

## Biodiversitate
Situată în ecoregiunea atlantică, aria protejată nu include niciun habitat protejat.
La baza desemnării sitului se află mai multe specii protejate de  păsări (44): lăcar-de-rogoz (Acrocephalus schoenobaenus), rață lingurar (Anas clypeata), rață fluierătoare (Anas penelope), Anas platyrhynchos platyrhynchos, rață cârâitoare (Anas querquedula), Anser albifrons albifrons, gâscă cenușie (Anser anser), gâscă cu cioc scurt (Anser brachyrhynchus), gârliță mică (Anser erythropus), gâscă de semănătură (Anser fabalis), Ardea cinerea cinerea, ciuf de câmp (Asio flammeus), rață-cu-cap-castaniu (Aythya ferina), rața moțată (Aythya fuligula), Branta bernicla bernicla, gâsca canadiană (Branta canadensis), Branta leucopsis, gâsca cu piept roșu (Branta ruficollis), barză albă (Ciconia ciconia ciconia), erete de stuf (Circus aeruginosus), erete vânăt (Circus cyaneus), erete cenușiu (Circus pygargus), cioară de semănătură (Corvus frugilegus), cristeiul de câmp (Crex crex), Cygnus columbianus bewickii, lebădă de iarnă (Cygnus cygnus), becațină comună (Gallinago gallinago), scoicar (Haematopus ostralegus), sfrâncioc roșiatic (Lanius collurio), Larus argentatus, pescăruș sur (Larus canus), pescăruș râzător (Larus ridibundus), Limosa limosa limosa, Luscinia svecica cyanecula, Mergus merganser merganser, Numenius arquata arquata, Numenius phaeopus, Phalacrocorax carbo sinensis, bătăuș (Philomachus pugnax), ploier auriu (Pluvialis apricaria), ciocântors (Recurvirostra avosetta), chiră de baltă (Sterna hirundo), fluierarul cu picioare roșii (Tringa totanus), nagâț (Vanellus vanellus).